# Parc national Bosques de Fray Jorge
Le parc national Bosques de Fray Jorge est un parc national chilien, situé dans la région de Coquimbo, province de Limarí, sur la rive nord de l'estuaire du río Limarí et à une soixantaine kilomètres de la ville d'Ovalle.
Il fut créé en 1941, durant le gouvernement de Juan Antonio Ríos afin de préserver un écosystème unique au monde et exclusif au Chili. Le parc situé sur la côte Pacifique et bien que très proche du désert d'Atacama, un des lieux les plus arides de la planète, le parc possède cependant une végétation luxuriante.
Le parc est administré par l'autorité chilienne des forêts la Corporación Nacional Forestal (CONAF).
En 1977 le parc a été déclaré réserve de biosphère par l'UNESCO.
Le parc s'étend sur plus ou moins 10 000 hectares (100 km2) dont seulement 400 hectares sont recouverts par la forêt. Il a reçu 13 205 visiteurs en 2004 et  15 361 en 2009. L'entrée est payante.

## Flore
La flore du parc est un reliquat de la forêt humide pluviale dite valdivienne que l'on retrouve actuellement loin au sud dans la région des Fleuves près de Valdivia, et qui jadis s'étendait bien plus au nord, dans l'actuel petit nord chilien. La disparition de cette grande forêt sous ces latitudes s'est produite à la fin de la dernière période glaciaire. Elle se maintint cependant sur le territoire du parc national grâce à un phénomène particulier qui est la condensation du brouillard côtier (la camanchaga) produit par la rencontre du courant de Humboldt avec les vents provenant de l'Océan. Ceci crée une atmosphère humide particulière qui parvient à maintenir les caractéristiques de la forêt.
Cette caractéristique de forêt résiduelle fait que se trouvent ici les limites septentrionales extrêmes de l'aire de diverses espèces de la flore du Chili, comme l'arbre appelé olivillo (Aextoxicon punctatum), la plante épiphyte connue au Chili sous le nom de medallita (Sarmienta scandens) ou le copihue (Lapageria rosea), considéré comme fleur nationale du Chili, encore qu'il semble que cette dernière ait été introduite dans le parc dans le courant du XXe siècle.

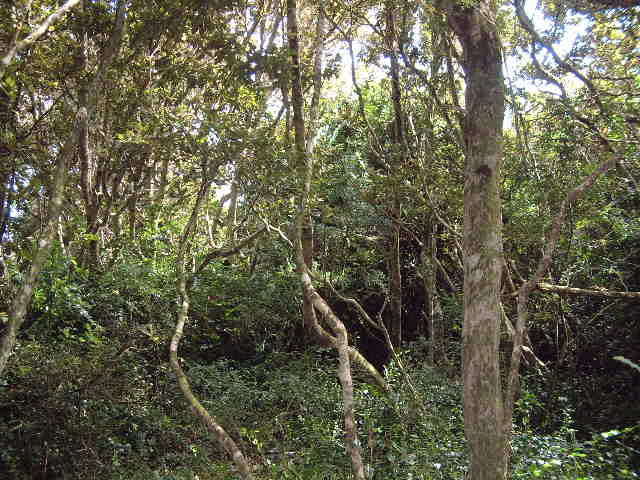
Bois d'olivillo
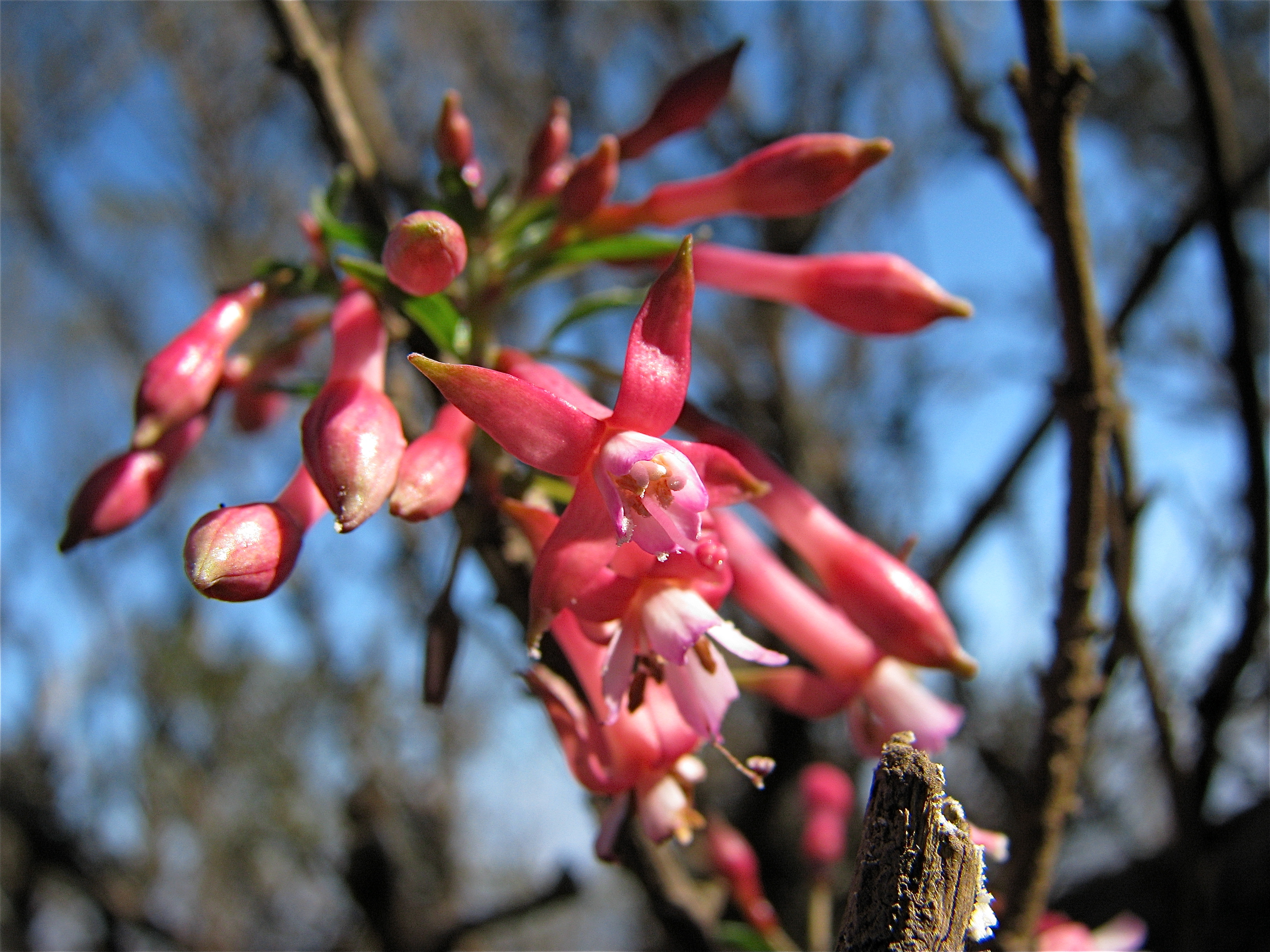
Fuchsia lycioides dans le Parque Nacional Fray Jorge.

## Faune
On trouve dans le parc un grand nombre d'espèces de petits mammifères terrestres comme le degu, le chinchilla et des renards. Parmi les mammifères marins, on peut observer des loutres marines (Lontra felina), espèce devenue rarissime. Mais c'est l'otarie à crinière ou lion marin (Otaria flavescens) qui est le mammifère marin le plus fréquent sur les côtes du parc (d'après l'IFOP 1999).
De nombreuses espèces d'oiseaux vivent également dans le parc, et parmi eux, le tinamou chilien (Nothoprocta perdicaria perdicaria) et le loica ou lloica (Sturnella loyca).

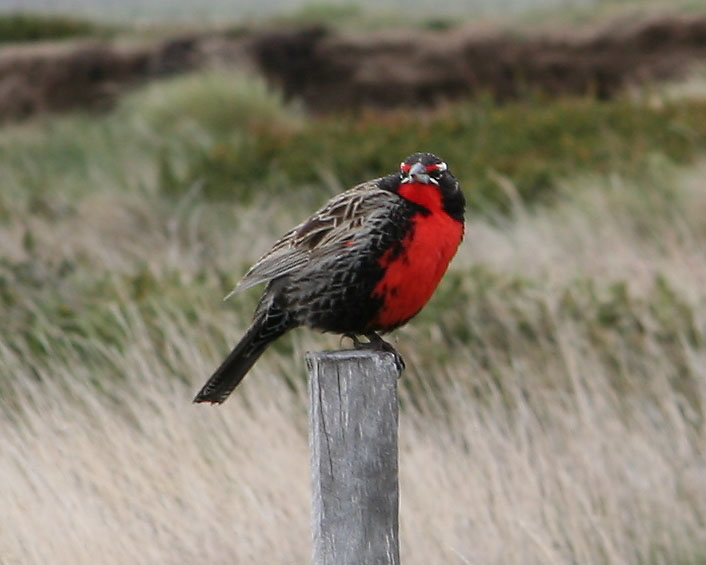
Le lloica (sturnella loyca)

## Photos

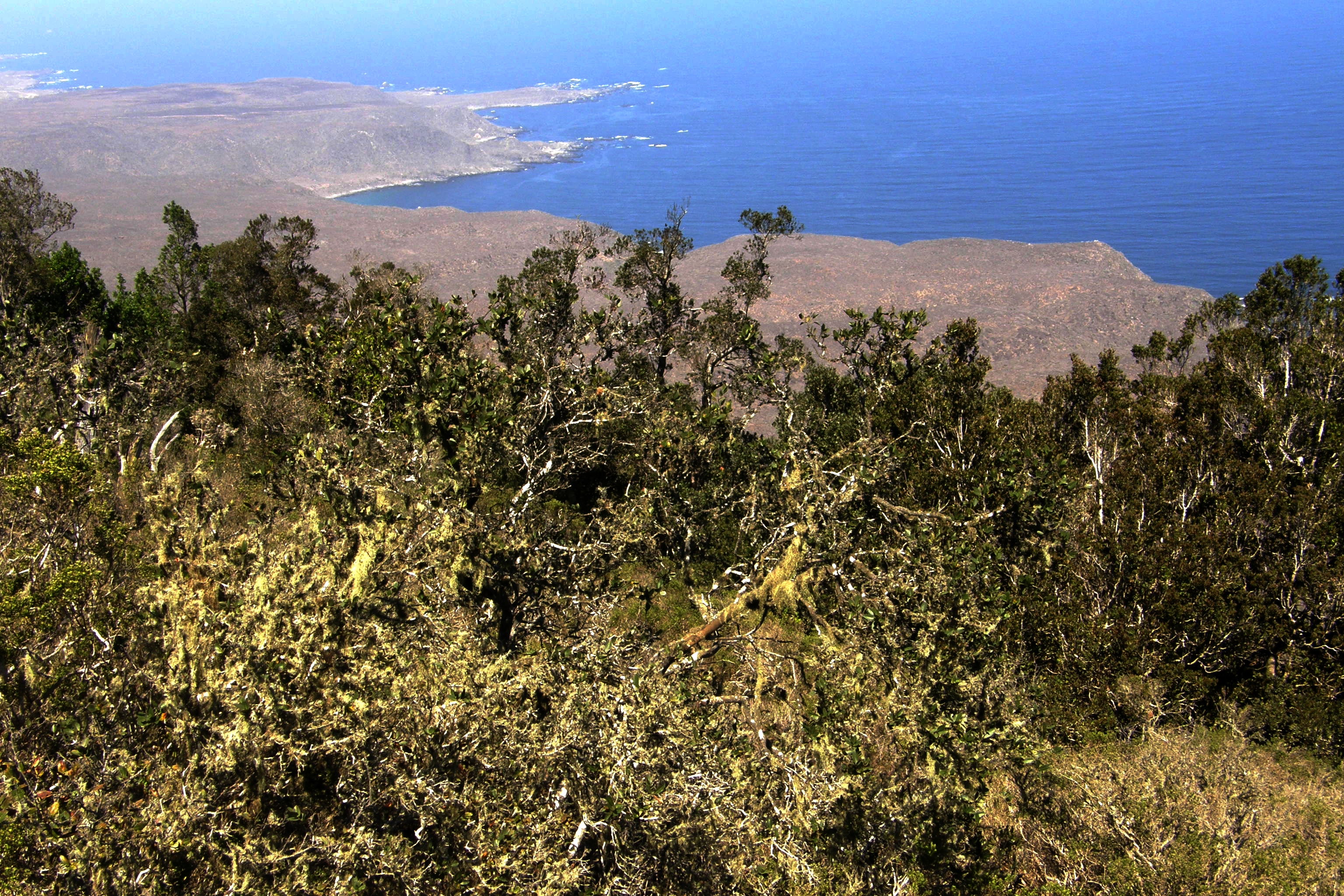
Vue en haut du parc
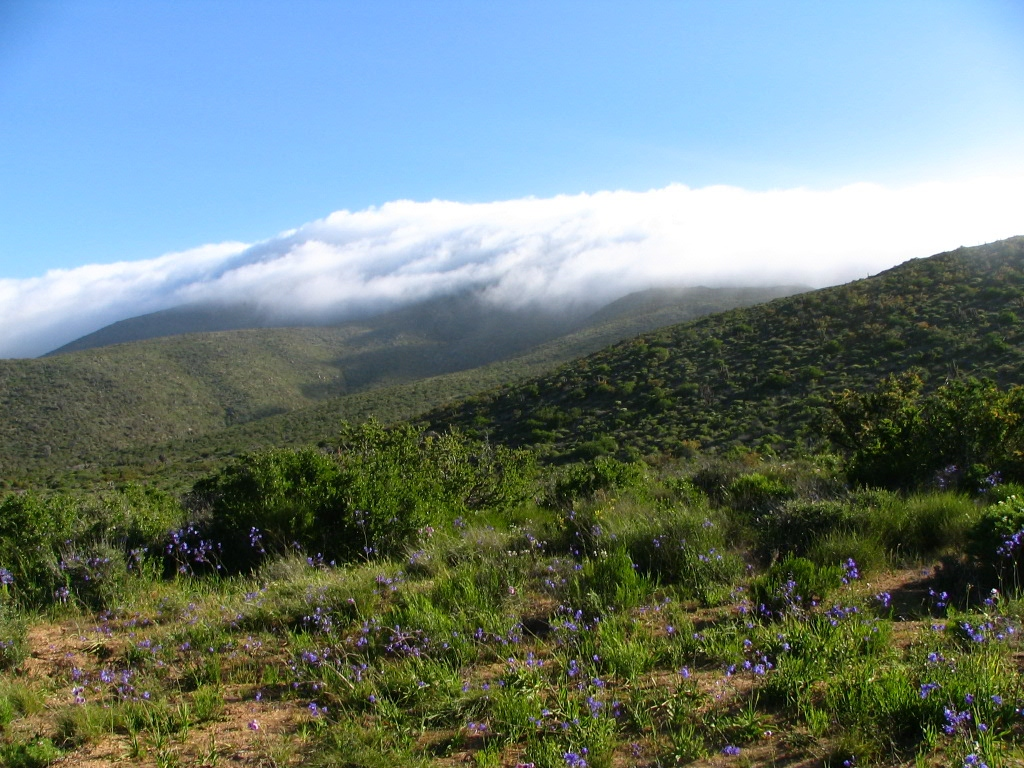
La camanchaga (nuages côtiers)
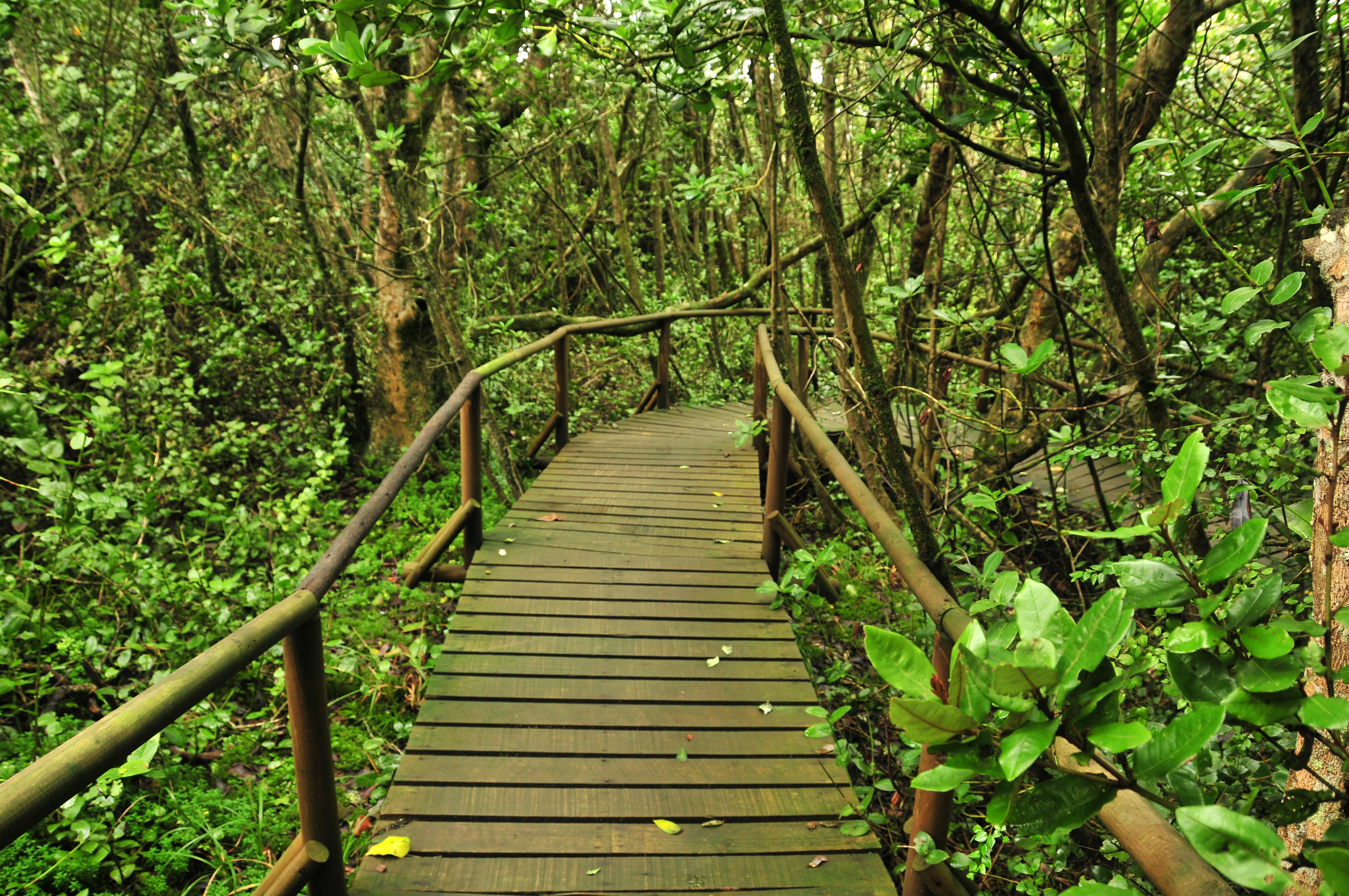
Sentier dans le parc